# Сладости жизни
«Сладости жизни» (англ. Life Is Sweet) — кинофильм режиссёра Майка Ли, снятый в 1990 году.

## Сюжет
Фильм рассказывает о нескольких днях из жизни простой лондонской семьи. Энди, глава семейства, работает поваром в одном из заведений общественного питания, однако не бросает надежды открыть собственное дело. Этим пользуется Пэтси, друг, с которым Энди иногда напивается в пабе, и продает тому старый фургон для торговли хот-догами. Мать семейства Венди, трудолюбивая женщина с живым характером и острым языком, не одобряет поведения мужа, однако с пониманием относится к его мечтам о самостоятельности и процветании. Вместе с Энди и Венди живут их 22-летние дочери-близняшки. Натали, вполне самостоятельная девушка, работает сантехником, предпочитает мужскую одежду и мечтает о туристической поездке в Америку. Полной противоположностью является её сестра Николя, нервная девушка, считающая себя толстой уродиной и дни напролет предающаяся депрессии...

## В ролях
- Элисон Стедман — Венди
- Джим Бродбент — Энди
- Клэр Скиннер — Натали
- Джейн Хоррокс — Николя
- Тимоти Сполл — Обри
- Стивен Ри — Пэтси
- Дэвид Тьюлис — любовник Николя
- Мойя Брэди — Паула

## Награды и номинации
- 1992 — премия Лондонского кружка кинокритиков за лучший фильм года.
- 1992 — премия «Бодил» за лучший европейский фильм.
- 1992 — номинация на премию «Независимый дух» за лучший зарубежный фильм.
- 1992 — три премии Национального общества кинокритиков США: лучший фильм, лучшая актриса (Элисон Стедман), лучшая актриса второго плана (Джейн Хоррокс).